# Sri-lankische Cricket-Nationalmannschaft in Australien in der Saison 2016/17
Die Tour der sri-lankischen Cricket-Nationalmannschaft nach Australien in der Saison 2016/17 fand vom 17. bis zum 22. Februar 2017 statt. Die internationale Cricket-Tour war Bestandteil der Internationalen Cricket-Saison 2016/17 und umfasst drei Twenty20s. Sri Lanka gewann die Serie 2–1.

## Vorgeschichte
Australien bestritt zuvor eine Tour in Neuseeland, Sri Lanka in Südafrika. Das letzte Aufeinandertreffen der beiden Mannschaften bei einer Tour fand in der Saison 2016 in Sri Lanka statt. Das zweite Twenty20 ist das erste internationale Cricket-Spiel in Geelong. Umstritten war der kurze zeitliche Abstand zwischen dem letzten Twenty20 dieser Tour und dem Beginn des ersten Test Australiens in Indien, der nur 16 Stunden später stattfand.

## Stadien
Die folgenden Stadien wurden für die Tour als Austragungsort vorgesehen und am 27. Mai 2016 bekanntgegeben.
| Stadion                  | Stadt     | Kapazität | Spiele |
| ------------------------ | --------- | --------- | ------ |
| Adelaide Oval            | Adelaide  | 53.583    | 3. T20 |
| Kardinia Park            | Geelong   | 27.000    | 2. T20 |
| Melbourne Cricket Ground | Melbourne | 100.024   | 1. T20 |

## Kaderlisten
Australien benannte seinen Kader am 1. Februar 2017.
Sri Lanka benannte seinen Kader am 9. Februar 2017.
| Twenty20 | Twenty20 |
| Australien | Sri Lanka |
| --- | --- |
| - Aaron Finch (K) - Pat Cummins - Ben Dunk - James Faulkner - Travis Head - Moisés Henriques - Michael Klinger - Chris Lynn - Tim Paine (wk) - Jhye Richardson - Billy Stanlake - Ashton Turner - Andrew Tye - Adam Zampa | - Upul Tharanga (K) - Niroshan Dickwella (wk) - Asela Gunaratne - Chamara Kapugedara - Nuwan Kulasekara - Lasith Malinga - Kusal Mendis - Dilshan Munaweera - Sachith Pathirana - Seekkuge Prasanna - Lakshan Sandakan - Vikum Sanjaya - Dasun Shanaka - Milinda Siriwardana - Isuru Udana |

## Tour Match
| 15. Februar Scorecard | Canberra | Prime Minister’s XI 169-6 (20)    | – | Sri Lankans 170-5 (17.1) |
|                       |          | Sri Lankans gewinnt mit 5 Wickets |   |                          |

Das Spiel wurde als internationales Abschiedsspiel von Adam Voges ausgetragen.

## Twenty20 Internationals

### Erstes Twenty20 in Melbourne
| 17. Februar Scorecard | Melbourne | Australien 168-6 (20)           | – | Sri Lanka 172-5 (20) |
|                       |           | Sri Lanka gewinnt mit 5 Wickets |   |                      |

### Zweites Twenty20 in Geelong
| 19. Februar Scorecard | Geelong | Australien 173 (20)             | – | Sri Lanka 176-8 (20) |
|                       |         | Sri Lanka gewinnt mit 2 Wickets |   |                      |

### Drittes Twenty20 in Adelaide
| 22. Februar Scorecard | Adelaide | Australien 187-6 (20)          | – | Sri Lanka 146 (18) |
|                       |          | Australien gewinnt mit 41 Runs |   |                    |